# 日産・SDエンジン
日産・SDエンジンとは、かつて日産ディーゼル工業（現・UDトラックス）が1964年から日産自動車向けに生産していた4気筒・6気筒ディーゼルエンジンである。
日産車だけでなく、アメリカのインターナショナル・ハーベスター社、ジープ社にも供給された。

## バリエーション

### SD20
- 1,991cc　直列4気筒OHV
- ディーゼル

### SD22
- 2,164cc　直列4気筒OHV
- ディーゼル

### SD23
- 2,289cc　直列4気筒OHV
- ディーゼル

### SD25
- 2,488cc　直列4気筒OHV
- ディーゼル

### SD33
- 3,246cc　直列6気筒OHV
- ディーゼル

## 搭載車種
- SD20
  - セドリック
  - グロリア
  - ローレル
- SD22
  - セドリック
  - グロリア
  - キャラバン・ホーミー
  - ジュニア
  - キャブオール
  - ダットサン
  - クリッパー
  - ライトコーチ
  - エコー
  - シビリアン
- SD23
  - ダットサン
  - キャラバン・ホーミー
  - アトラス
- SD25
  - アトラス
- SD33
  - C80
  - シビリアン
  - サファリ
  - インターナショナルハーベスター・スカウト/スカウトⅡ
  - ジープ・CJ-10/Cj-10A